# 吳鳳廟
23°26′46″N 120°32′28″E / 23.446051°N 120.541172°E
吳鳳廟，舊稱阿里山忠王祠、成仁廟，是位於臺灣嘉義縣中埔鄉社口村、主祀吳鳳的廟宇，曾獲臺灣總督府、中華民國政府重視並舉辦祭典，後來因吳鳳事蹟的爭議而沒落，亦曾遭到破壞。

## 历史沿革

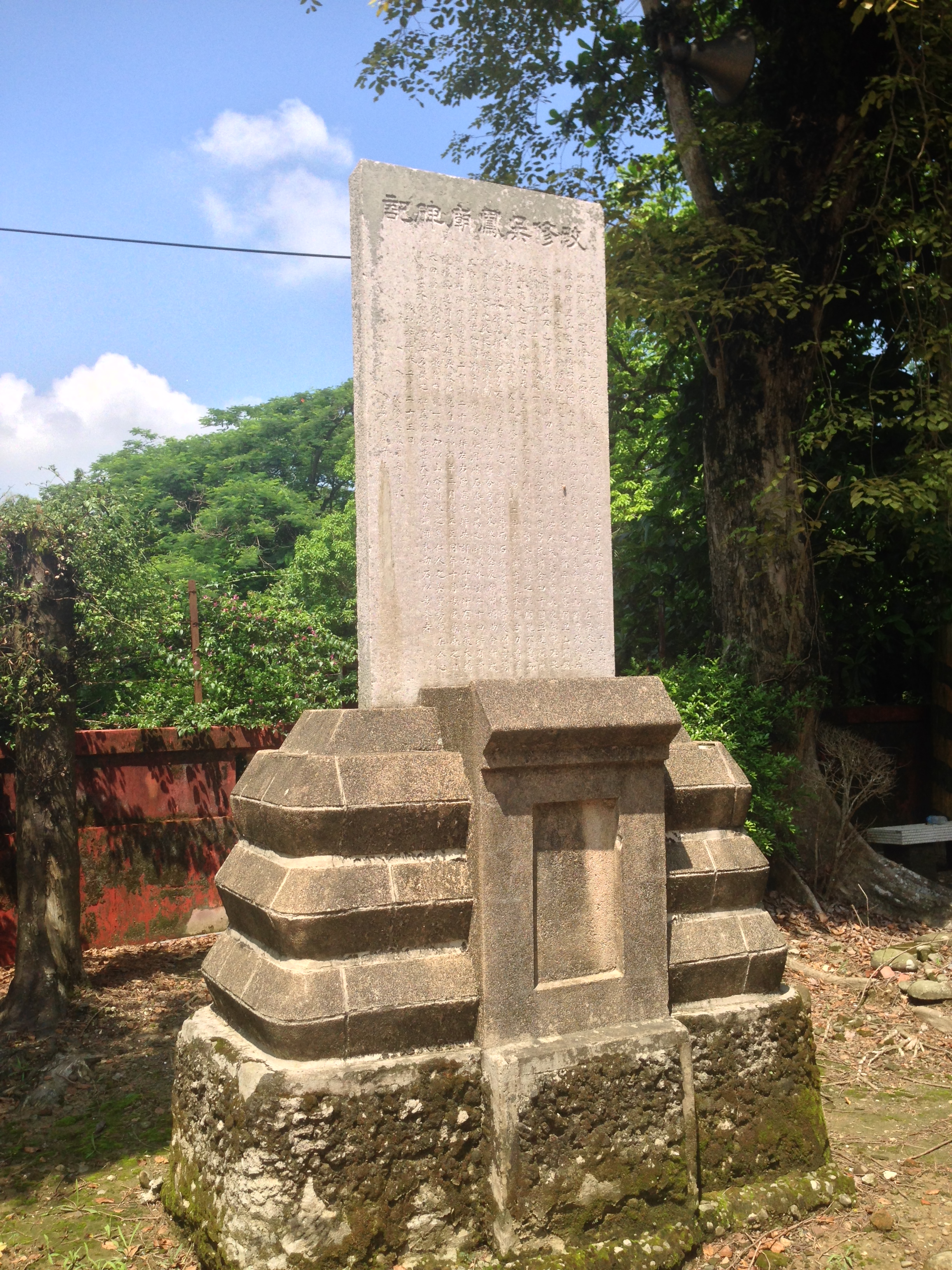
改修吳鳳廟碑記

### 清治時期
臺灣民間傳說中，吳鳳捨生取義故事、促進族群和諧的傳說與天水夫人並列。
位於今社口村的吳鳳廟相傳創建於嘉慶二十五年（1820年）。為通事楊秘受當地人民請求所建。廟宇維持經費部分來自阿里山蕃租。道光年間地震嚴重毀損。

### 日治時期
該時期，蕃租補助斷絕，一直到1913年都由附近的信徒捐助勉強維持。1906年梅山地震，整座吳鳳廟也完全倒塌，神位與神像只好暫時搬回管理人家中安置。
明治年間，嘉義廳長津田毅一將吳鳳的傳記刊行給社會大眾，又支助管理人羅才、黃永美、張好、陳為政等人。接著，總管原住民事務的民政部蕃務本署蕃務總長大津麟平提議改建吳鳳廟。1911年10月改建的申請得到嘉義廳許可，又在嘉義地區募集日幣四千圓，立刻於同年11月5日開工，隔年5月8日竣工。1913年3月由總督佐久間左馬太親自蒞臨主持落成典禮，並且贈送總督題字的「殺身成仁」匾額。1914年之後，中埔支廳以下各保正每年初捐獻日幣二圓，合聘莊冠世為廟公。至於例祭日之費用及演戲酬神費用，由參拜者自由捐獻。後因經費不足，廟宇也日漸荒廢，有時廟公都沒來上班，廟宇空蕩。
1925年，嘉義郡守荒木藤吉欲再次改建，計畫募集日幣八萬圓，但未成已被調離他處，繼任的佐藤房吉接續募集資金，1931年完工。廟頭增加「阿里山忠王廟」匾額、廟內有手持長劍、腰跨白馬的吳鳳雕像；還有寫著「皇清阿里山通事安撫有功吳諱鳳公神位」的靈牌等。落成儀式在同年12月23日舉行，總督太田政弘親自參列，並奉上「流芳後世」匾額。當時有「吳鳳祠」、「成仁廟」及「吳鳳公廟」等稱呼。1937年3月23日，南瀛佛教會的曾景來前往該廟參拜，聽聞廟守杉景記氏說計畫募集日幣二十萬圓重新改建成神社。
於1941年中埔地震中受損。

### 戰後時期
1951年7月，嘉義縣議員來此參觀，見此廟極需整修，遂成立管理委員會，由嘉義縣縣長林金生任會長，黃文陶、張李德和為顧問，縣內各鄉鎮長為委員，展開整修。次年6月14日，縣府展開修建事宜檢討會，決定以新台幣兩萬元購買一甲九分餘的吳鳳廟所在地。
1953年冬完工，獲蔣中正總統親題「捨身取義」橫匾。建築正殿中央奉祀吳鳳公神位，左側殿則為史蹟陳列室，後花園種有椰子樹、花卉。
1966年，立法院、監察院兩院委員黃玉明、丁俊生等九十四人，建議政府擴修吳鳳廟與五百完人祠；省議會也通過提案，請省府擴修吳鳳廟及五百完人祠。1978年4月，立法委員蕭天讚認為該廟正殿及東、西兩廂，均甚狹小，促請政府整建吳鳳廟。1985年吳鳳廟列為三級古蹟。
1989年1月1日深夜，繼吳鳳銅像破壞事件、竹崎鄉吳鳳故居附近樹木被損壞後，此廟史蹟陳列室遭受三、四對不明人士縱火，造成匾額被燒焦黑、門面半毀。同月12日，台灣省議員楊仁福、陳建年、翁文德、李文來向省府主席邱創煥建議吳鳳廟改名為「和平紀念館」，以作族群和諧；邱創煥則答覆說獲知真相再談，後無下文。
1994年3月26日，社口村民向縣政府陳情，望能收回廟前廣場。
1999年間，廟身再遭921大地震、1022嘉義地震重創。缺乏經費下，保全系統也在1999年11月中斷，又遭竊賊偷走殿內的九龍木雕、窗櫺等珍貴文物。2000年報導，已近兩年未發薪資（每月薪資新台幣二萬七千元）給管理員羅世忠，他依然負責打理此廟事務。2000年，以社口社區發展協會理事長陳清波為主，連署九十五人向中埔鄉民代表會陳情，要求廟的管理權歸還地方。
吳鳳廟於2001年2月動工維修，當年10月11日停工，變更設計導致工程延誤，於2003年10月中旬修復完成。整修為與慶洋營造公司、設計監造為符宏仁建築師事務所。
重修後，兼任吳鳳廟管委會總幹事的中埔鄉公所民政課長陳仕仁透露，2002年7月至2003年7月的香油錢僅約有新台幣五千元。儘管遭遇台灣原住民抗議，導致官方減少維護、旅客減少、香火衰落，讓維持廟務運作的經費不足。但廟方表示文物及建築、雕刻等依然有可看性。

## 祭祀活动
陪祀吳鳳媽（吳鳳配偶良德夫人）、玄天上帝、中壇元帥、及福德正神等。1999年《聯合報》報導民間習慣以農曆十月十五祭祀吳鳳，有當成去世日、當成誕辰日。其他主祭吳鳳的民間廟宇如阿里山鄉豐山村的古山宮、竹崎鄉石桌的石棹吳鳳廟。
曾景來在《南瀛佛教》的〈吳鳳廟物語〉記載為例祭日是三月初十與八月初十作為誕辰、成道日；《總督府備付寺廟台帳》則記作三月初三及八月初三。曾景來亦提及過去當地居民都在八月初十於該廟舉行吳鳳成道日紀念，1942年便改為國曆11月11日。曾景來報導該時例祭，包括地方官紳、小、公學校師生前往祭拜，參加祭典的人，達到兩千人之多。
1951年，中埔鄉出身的嘉義縣議員陳文章年曾向縣議會大會提案恢復以日本政府定下的10月1日來祭祀。次年臺灣省政府回復嘉義縣議會，表示應要有史蹟依據評核辦理。嘉義縣縣長林金生曾在1953年開始定國歷11月12日為吳鳳誕辰的年祭日。當年吳鳳第七代子孫吳炎、第八代吳錄水、第九代吳料滿等十一人代表家族參與。
中華民國政府則以國曆9月9日作「成仁日」，在吳鳳廟舉行祭祀。1985年9月9日，吳鳳廟舉行二百十六週年祭典、暨吳鳳紀念園開幕典禮會場，遭到臺灣原住民族權利促進會的桃園縣復興鄉人林文正、台東縣金峰鄉人胡德夫、新竹縣五峰鄉人黃修榮、嘉義縣鄒族汪啟聖等人抗議。因吳鳳爭議而規模逐漸縮小，1996年祭祀是以中埔鄉長鄭炳琨作主祭，縣政府派民政局禮俗文獻課長參加而已，連吳鳳的後裔都無人參加。2014年報導時，祭典日也無固定在9月9日。

## 外部連結
- 縣定古蹟吳鳳廟（页面存档备份，存于），嘉義縣文化觀光局
- 吳鳳廟（页面存档备份，存于），文化部文化資產局